# Agathe und Ernst Saulmann
Agathe Saulmann (geboren am 8. Februar 1898 in Berlin als Ida Agathe Breslauer; gestorben am 18. Juni 1951 in Baden-Baden) und Ernst Saulmann (geboren am 26. Mai 1881 in Berlin; gestorben im April 1946 in Paris) waren ein deutsch-jüdisches Sammlerpaar. Sie wurden zur Zeit des Nationalsozialismus Opfer von Verfolgung und NS-Raubkunst.

## Leben

### Bis zur nationalsozialistischen Machtergreifung
Ida Agathe Breslauer wurde als älteste Tochter des Architekten Alfred Breslauer in Berlin geboren. Ihre Schwester war die Fotografin Marianne Breslauer. Über ihre Schul- und Ausbildung ist nichts bekannt. Als Siebzehnjährige ehelichte sie den Amsterdamer Altphilologen Hendrik Jan de Marez Oyens in Berlin-Dahlem. Ihre Tochter Alma Carolina Frederica, genannt Nina, kam 1916 in Den Haag zur Welt. Sie trennte sich bald von de Marez Oyen, begann in Berlin zu arbeiten und zog allein ihre Tochter auf. 1925 heiratete sie den Textilkaufmann und Fabrikanten Ernst Saulmann und ging mit ihm nach Baden-Württemberg. Die zehnjährige Nina de Marez Oyens wuchs teilweise bei ihrem Vater in den Niederlanden auf. Marianne Breslauer schrieb in ihrer Autobiografie Bilder meines Lebens über Saulmann, er sei „ein außerordentlich kultivierter, erfolgreicher Mann“ gewesen, der auch „viel Sinn für Witz und Komik“ besaß. Ihre Schwester charakterisierte sie als „hochoriginelles und apartes Wesen“.

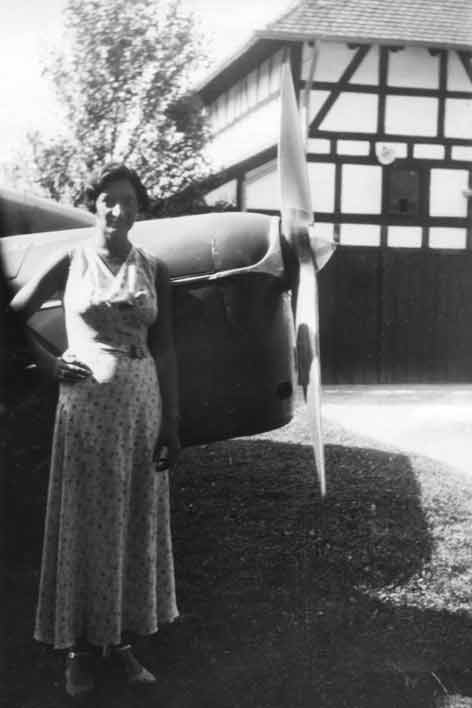
Agathe Saulmann mit ihrem Flugzeug am Erlenhof, um 1930

Ernst Saulmann leitete als geschäftsführender Gesellschafter die Mechanische Baumwollweberei Eningen, die sein Vater, Franz Saulmann, mit Richard Einstein und Otto Massenbach 1895 als GmbH gegründet hatte und die bis in die Dreißiger Jahre die Existenzgrundlage für einen Großteil der Arbeiterfamilien in der Gemeinde Eningen unter Achalm war. 1927 erwarben Agathe und Ernst Saulmann von Louis Laiblin das von dem Architekten Theodor Fischer 1904 entworfene und erbaute Landgut Erlenhof am Stadtrand von Pfullingen, das zuvor als Künstlerkolonie gedient hatte. Sie statteten es nach und nach mit spätgotischen Skulpturen, Renaissance-Gemälden, Möbeln des 18. Jahrhunderts, historischen Majolika-Gefäßen und anderen kunsthandwerklichen Stücken aus.
Agathe Saulmann war eine der wenigen Pilotinnen in der Weimarer Republik. Sie besaß ein Klemm-Leichtflugzeug und machte 1931 ihren Sportflugschein. Neben ihrem Wohnhaus ließ sie einen privaten Start- und Landeplatz anlegen. Fliegen galt als extravagantes Hobby für eine Frau und in der ländlichen Umgebung fiel sie auch mit ihrer Erscheinung auf: sie trug gern Hosen und rauchte Pfeife. Für 1932 plante sie einen Flug nach Konstantinopel; ein Flugzeugschaden vereitelte ihr Vorhaben.
Anfang der Dreißiger Jahre geriet Saulmanns Unternehmen aufgrund der Rezession infolge der Weltwirtschaftskrise in eine Schieflage.

### Flucht und Enteignung
Nach dem Erlass der „Nürnberger Rassengesetze“ vom September 1935, die alle Juden in Deutschland entrechteten und diskriminierten, hielt der Kreisleiter der NSDAP von Reutlingen, Otto Sponer, eine Hetzrede zur „Judenfrage“ und nutzte die wirtschaftliche Krise, um die Beschäftigten der Baumwollweberei gegen den Fabrikanten aufzuwiegeln. Als Saulmann Schutzhaft angedroht wurde, flohen Agathe und Ernst Saulmann am 28. Dezember 1935 nach Florenz, wo sie einen Zweitwohnsitz besaßen. Wenige Tage vor ihrer Flucht schrieb Agathe Saulmann an den Münchner Kunsthändler Julius Harry Böhler, von dem das Paar viele Objekte erworben hatte: „Wir sind zur Zeit dabei, unsere Fabrik zu verkaufen und unseren Haushalt aufzulösen. Würden Sie sich eventuell für den Verkauf unserer Sammlung interessieren?“
Böhler schlug 1936 für die Versteigerung das Münchner Auktionshaus Adolf Weinmüller vor. Er verschwieg dabei, dass er selbst ab 1. Februar 1936 zu 50 Prozent stiller Gesellschafter bei Weinmüller war. Der Auktionserlös der Sammlung erbrachte 40.000 Reichsmark, was unter dem eigentlichen Wert lag. Da das Reutlinger Finanzamt eine Reichsfluchtsteuer in Höhe von 139.365 Reichsmark festgelegt hatte, mussten die Saulmanns den Erlös vollständig abtreten. Saulmanns Unternehmen wurde am 11. März 1937 zwangsversteigert und „arisiert“, ebenso das Anwesen und der private Landbesitz des Paares. Käufer der Baumwollweberei war Josef Leger, zuvor technischer Betriebsleiter bei Saulmann. Agathe Saulmanns Flugzeug war bereits 1933 konfisziert worden. Es folgte die Ausbürgerung.
Im italienischen Faschismus schürten verschiedene Presseorgane, wie das antisemitische Journal La difesa della razza, ab 1936 eine antijüdische Stimmung. Ab September 1938 entließ die Regierung unter Mussolini eine Reihe von Rassengesetzen. Agathe und Ernst Saulmann flohen 1937 (oder 1938) nach Nizza in Südfrankreich. Während des Zweiten Weltkriegs wurden sie vom Vichy-Regime im Camp de Gurs in den Pyrenäen interniert. Vor der drohenden Deportation in ein Vernichtungslager gelang es ihnen, aus dem Lager zu entkommen. Die Umstände sind nicht bekannt, ebenso nicht, wo sie sich verstecken konnten.
Nach der Befreiung kamen sie nach Paris, wo Ernst Saulmann im April 1946 an Entkräftung in Folge der Lagerhaft starb. Agathe Saulmann erhielt die französische Staatsbürgerschaft. Nach dem Bericht von Felix de Marez Oyens überlebte ihre Tochter Nina in der Schweiz, wohin ihr Vater sie gebracht hatte, als die Wehrmacht 1940 die Niederlande besetzte.

## Restitution
Agathe Saulmann reichte am 15. Mai 1948 Klage bei der Restitutionskammer des Landgerichts Tübingen ein und forderte die Rückerstattung ihres Besitzes. Sie erreichte die Rückgabe des Landguts Erlenhof und kehrte im Sommer 1949 dorthin zurück. Das gesamte Inventar war jedoch verschwunden. Die Tübinger Restitutionskammer erklärte am 9. März 1950 die 1937 geschlossenen Verkaufsverträge zwischen dem Liquidator von Saulmanns Baumwollweberei und dem Käufer für nichtig und forderte die Herausgabe des Unternehmens samt Immobilien. Der Prozess sorgte weit über Württemberg hinaus für Aufsehen. In einem Revisionsverfahren verzichtete Agathe Saulmann gegen eine Abfindung von 100.000 D-Mark auf ihre Firmenanteile und zog nach Baden-Baden. Am 18. Juni 1951 nahm sie sich das Leben.

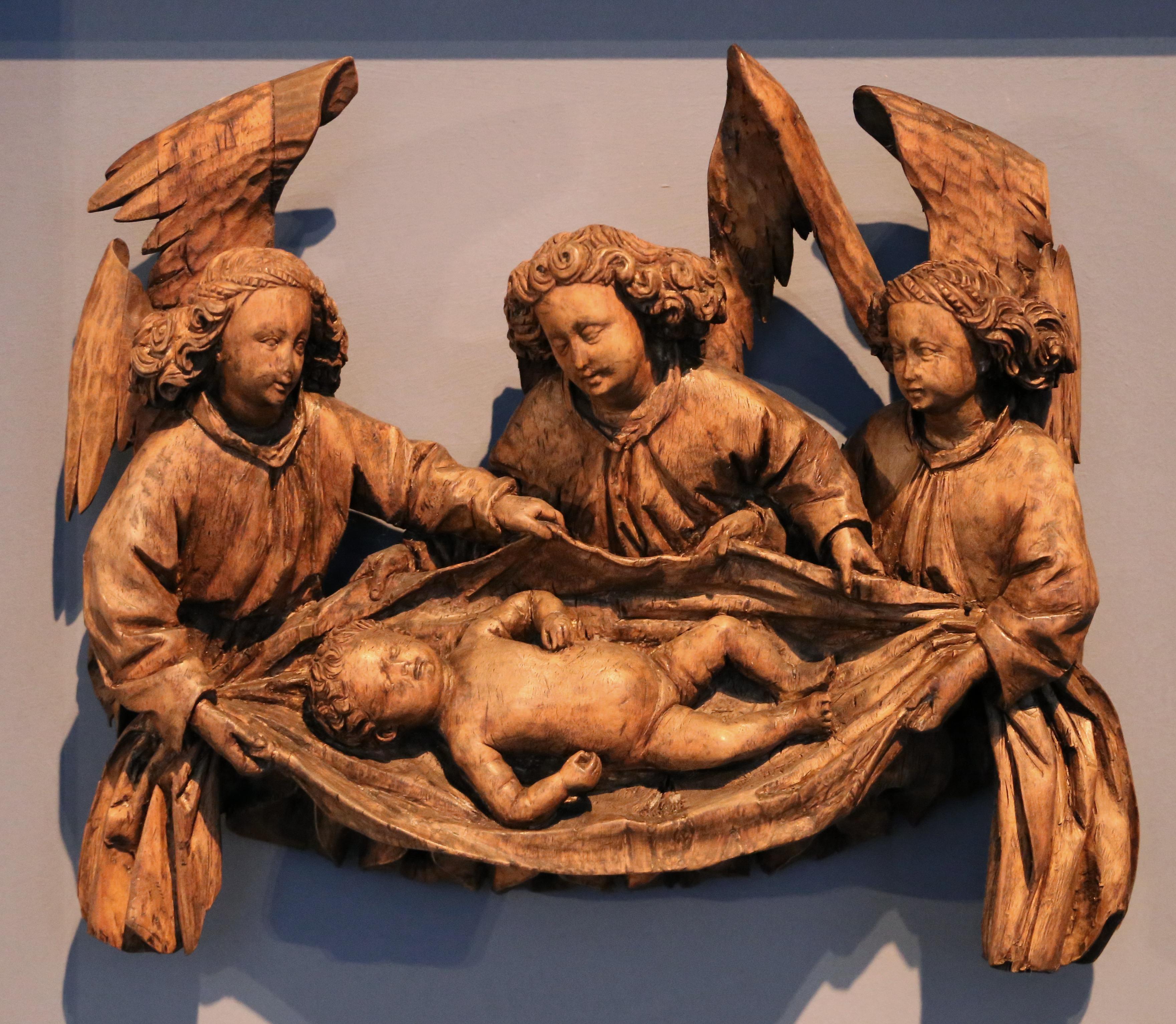
Drei Engel mit dem Christuskind, Holzrelief (25,5 × 30 cm) aus der Sammlung Saulmann

Agathe Saulmanns Tochter, Nina de Marez Oyens, nahm die Restitutionsklagen ihrer Mutter auf und forschte bis in die Sechzigerjahre nach der Kunstsammlung. Auf ihre Anfrage von 1962 im Auktionshaus von Rudolf Neumeister, der Weinmüllers Auktionshaus Ende der Fünfziger erworben hatte, wurde ihr mitgeteilt, dass sämtliche Unterlagen im Krieg verbrannt seien. Im März 2013 fand Katrin Stoll, Tochter und Nachfolgerin Neumeisters, im Keller die Auktionskataloge von Weinmüller aus der NS-Zeit mit allen Einträgen des Versteigerers. Sie übergab sie zur Aufarbeitung an das Zentralinstitut für Kunstgeschichte in München. Nun konnten durch die Abbildungen einiger Objekte im Weinmüller-Katalog von 1936 Kunstwerke identifiziert und gefunden werden, die eindeutig aus dem Erlenhof stammten: die fränkische Alabasterskulptur einer Mutter Gottes in der Liebieghaus Skulpturensammlung; das Relief aus Lindenholz Drei Engel mit dem Christuskind, um 1430/40 im Umkreis des Ulmer Maler-Bildhauers Hans Multscher entstanden, im Bode-Museum und eine Renaissancetruhe im Landesmuseum Münster. Nach der Restitution an die Erbengemeinschaft kauften die Museen die Werke dauerhaft zurück.
Der Verbleib des größten Teils der Sammlung von Agathe und Ernst Saulmann, darunter auch Kunst aus ihrer Villa in Florenz, ist jedoch unbekannt. Laut Tagesspiegel wurden „nicht einmal ein Dutzend“ der 200 Kunstwerke der Sammlung Saulmann restituiert.

## Dokumentarfilm
- Geraubte Kunst. Jüdische Sammlungen im Nationalsozialismus. Von Felix von Boehm und Constantin Lieb, 3sat/ZDF, 14. Dezember 2019 (Video bis 13. Dezember 2024 verfügbar)